# Madavaram
Madavaram (en tamil: மாதவரம் ) es una localidad de la India en el distrito de Chennai, estado de Tamil Nadu.

## Geografía
Se encuentra a una altitud de 11 m s. n. m. a 12 km de la capital estatal, Chennai, en la zona horaria UTC +5:30.

## Demografía
Según estimación 2010 contaba con una población de 107 779 habitantes.